# Comox jezik
Comox jezik (ISO 639-3: coo), jezik kojim govori oko 400 kanadskih Comox Indijanaca od 850 etničkih (1983). Govori se na otoku Vancouver i susjednom kopnu (dijalekt sliammon) Britanske Kolumbije sjeverno od rijeke Powell, Indijanci Sliammon. Danas ga govore uglavnom starije osobe, a mlađe preferiraju engleski [eng]
Comox pripada porodici sališ, sjeverna centralna podskupina.

## Vanjske poveznice
- Ethnologue (14th)
- Ethnologue (15th)